# Charles Voegelin
Charles Frederick Voegelin (Nueva York, 17 de enero de 1906-22 de mayo de 1986) fue un lingüista estadounidense, hijo de Charles y Elizabeth Herbst-Sepilius Voegelin. Se graduó en la Universidad de Stanford y en 1932 fue profesor en la Universidad de Berkeley, donde contactó con los antropólogos Robert Lowie y Alfred Louis Kroeber, y destacó pronto en el estudio de las lenguas amerindias, de las cuales, juntamente con Mary Rosamund Haas, es responsable de la actual clasificación. En 1933 hizo un trabajo de campo lingüístico entre los shawnee y en 1936 se graduó en lingüística en Yale.
En 1941 fue profesor de antropología en la Universidad de Indiana y se casó con su colaboradora Erminie Wheeler-Voegelin, y en 1964 fue profesor de lingüística. Durante estos años estudió el escrito lenape Walum Olam. En 1978 fue nombrado profesor en la Universidad de Hawái y publicó diversos artículos en las revistas International Journal of American Linguistics, fundada por Franz Boas, y Language, the American Anthropologist, que recogen materiales de estudio sobre los lenape y shawnee, además de valiosos apuntes sobre los pies negros, menominee, chippewa y potawatomi, seneca, y penobscot. 
También publicó algunos estudios sobre el turco y fue el primero en emplear el término Ecología lingüística aplicada a la cartografía de las lenguas. También ha sido miembro del comité ejecutivo de la American Anthropological Association y presidente de la Linguistic Society of America.
Mantuvo una esmerada correspondencia con Leonard Bloomfield, Eli Lilly, y Morris Swadesh. 

## Obras
- The Shawnee Female Deity (1936)
- Tubatulabal texts (1935)
- Tubatulabal grammar (1935)
- Shawnee Stems and the Jacob P. Dunn Miami Dictionary (1938)
- Hopi stems (1957)
- Linguistics and Anthropology (1975)
- Classification and Index of the World's Languages (1977)

- Datos: Q5077571